# Веселина Геновска
Веселина Маринова Геновска е българска писателка, преводачка и общественичка.

## Биография
Родена е на 1 октомври 1911 г. в гр. Левски. Завършва прогимназия в родния си град и постъпва в професионално домакинско училище. Работи в шивашко ателие в София и продължава да се образова във вечерна гимназия. Машинописка е в адвокатска кантора. Самообразова се, научава френски, чешки, полски, словашки и руски. През 1936/37 г. завършва театралната студия, ръководена от режисьора Боян Дановски.
Публикува от средата на 30-те години на ХХ век. До 1944 г. издава няколко сборника с разкази и осем повести. След 1944 г. се ориентира към по-мащабно епично творчество: исторически романи, но и други, свързани със строителството, появата на различни заводи и т.н., определяни като „производствени романи“.
През 1946/47 г. работи във Варшава като аташе по печата в българската легация. През 1959 г. е назначена за директор на Българския културен център в Прага, където развива многостранна културна дейност. Умира на 18 октомври 1960 г. в Прага.
Членува в Клуба на българските писателки до 1944, а след това – в Съюза на българските писатели. В творчеството си до 1944 г. се фокусира върху женската проблематика, характерна за епохата. За кратко време се налага като позната и добра разказвачка. По времето на социалистическия период създава някои исторически, но и някои конюнктурни произведения.

## Творчество
до 1944 година
- От майчин дом до пазаря на любовта (1934) – разкази;
- Сестра Добринова (1936) – повест;
- Пропасти (1938) – повест;
- Седемте пръстена (1938) – повест;
- Две майки (1938) – повест;
- Лицата на огледалото (1938) – разкази;
- Огън, който блуждае (1939) – повест;
- Театрално училище (1939) – повест.

След 1944 г
- Стъклени стени (1945) – повест;
- Братя (1947) – повест;
- Стачка (1949) – роман;
- Любима земя (1954) – роман;
- Ламби Кандев (1955) – биографичен очерк;
- Тревожна пролет (1957) – роман
- Седем години (1960) – роман;
- Слънчева долина (1960) – роман
- Пролетни води (1961) – повест;
- Избрани разкази – 1961 г.